# Кох, Стеффен
Стеффен Кох (нем. Steffen Koch, Пустой шаблон {{ВД-Преамбула}} ) — немецкий предприниматель, менеджер, музыкальный продюсер, общественный и политический деятель. Был менеджером и продюсером таких исполнителей, как Blyde, Stone the Crow и Fool's Garden.

## Биография
Стеффен Кох родился в 1964 году в Зиндельфингене.
В 1984-1988 годах он занимал должность менеджера по импортным продажам авиаэкспедиторской компании EMO Trans GmbH в Штутгарте. В 1988 году Кох разработал проект спортивного центра «Squash Tempel» для занятия сквошем в Магштадте, а также руководил его строительством и до 1996 года был его собственником. В 1990-е годы Стеффен начал сотрудничать с немецкими музыкальными коллективами: Fool's Garden и Stone the Crow.
В 2015 году Стеффен Кох стал приглашённым спикером на Конгрессе штутгартских медиа, где он выступил с речью в секции «рекомендации и открытия в медиа-раю».
В 2017 году участвовал в выборах бургомистра города Магштадт. В своей предвыборной программе он делал ставку на развитие центров молодёжного досуга и открытие в городе новых торговых центров. В первом туре Кох получил 16,1% голосов избирателей, что сделало его третьим по популярности кандидатом из девяти, после чего он заявил о снятии своей кандидатуры в пользу Маргит Хольцварт, занявшей второе место с 18,6% голосов, и вместе с другими кандидатами призвал избирателей голосовать за неё во втором туре. Несмотря на это, во втором туре всё равно победил Флориан Глок, набрав 57,3% голосов.
В 2022 году Кох также участвовал в выборах бургомистра города Шёнбах, набрав всего лишь 0,4% голосов.

## Сотрудничество с Fool's Garden
Стеффен Кох начал сотрудничать с группой Fool's Garden, фактически до её основания: в 1991 году Кох помогал проекту-предшественнику Magazine, включавшему в себя Петера Фройденталера, Фолькера Хинкеля и Клауса-Дитера Уисслера, распространять компакт-кассету с демо-записями группы с целью найти для Magazine лейбл. В итоге благодаря ему с группой стали сотрудничать Гюнтер и Клавдия Кох от лейбла New Line Records, которые выпустили песни Magazine на альбоме Fool's Garden — Man In a Cage, в честь которого позже Magazine был переименован в Fool's Garden. Первые годы своего существования Fool's Garden не добивались значимых успехов, тем не менее, Кох верил, что у группы есть огромный коммерческий потенциал.
10 ноября 1995 года в 14:00 Стеффену Коху позвонили с одной из радиостанций с просьбой включить новый сингл «Lemon Tree» в программу радиовещания на неделю. Это стало отправной точкой в обретении группой мировой известности. По словам Коха, в этом деле большую роль сыграла удача: так как до этого запись с «Lemon Tree» была отослана на все доступные компании, но никто не был заинтересован в ней по причине боязни взять на себя риски в случае провала.

«Мы делали всю основную работу самостоятельно, представляя „Lemon Tree“ различным радиостанциям и местным дистрибьюторам. Региональные частные радиостанции начали проигрывать её, и мы имели до 53 прослушиваний за неделю и около 400 запросов на информацию о группе. Когда SWF3 [поп-канал общественной телерадиокомпании Südwestrundfunk] подхватил её, дела действительно пошли в гору».Оригинальный текст (англ.)We did all the groundwork ourselves, by presenting "Lemon Tree" to radio stations and local retailers. Regional private stations started playing it, and we had up to 53 plays per week and about 400 inquiries about the group. When SWF3 [the pop channel of state broadcaster Südwestrundfunk] picked it up, things really got going.— интервью Стеффена Коха для журнала Billboard.
В 1997 году Fool's Garden получили премию Echo в номинации «Лучший национальный начинающий музыкант», вклад Коха в успехи группы также был отмечен.
Кох продолжил сотрудничать с группой даже после череды коммерческих неудач и фактического распада коллектива в 2003 году. Более того, он взял на себя управление лейблом Lemonade Music, открытого в 2003 году Петером Фройденталером и Фолькером Хинкелем для выпуска своих песен.
В 2020 году Кох вместе с участниками изначального состава Fool's Garden присутствовал на вручении награды от немецкой компании цифровой дистрибуции Zebralution за достижение песней «Lemon Tree» миллиона прослушиваний в неделю.